# لعراوة (أولاد سبيطة 2)
لعراوة هو دُوَّار يقع بجماعة أولاد سبيطة، إقليم سيدي بنور، جهة الدار البيضاء سطات في المملكة المغربية. ينتمي الدوّار لمشيخة أولاد سبيطة 2 التي تضم 14 دوار. يقدر عدد سكانه بـ 308 نسمة حسب الإحصاء الرسمي للسكان والسكنى لسنة 2004.

## روابط خارجية
- البوابة الوطنية للجماعات الترابية نسخة محفوظة 12 مارس 2018 على موقع واي باك مشين.
- المندوبية السامية للتخطيط